# 拜占庭學

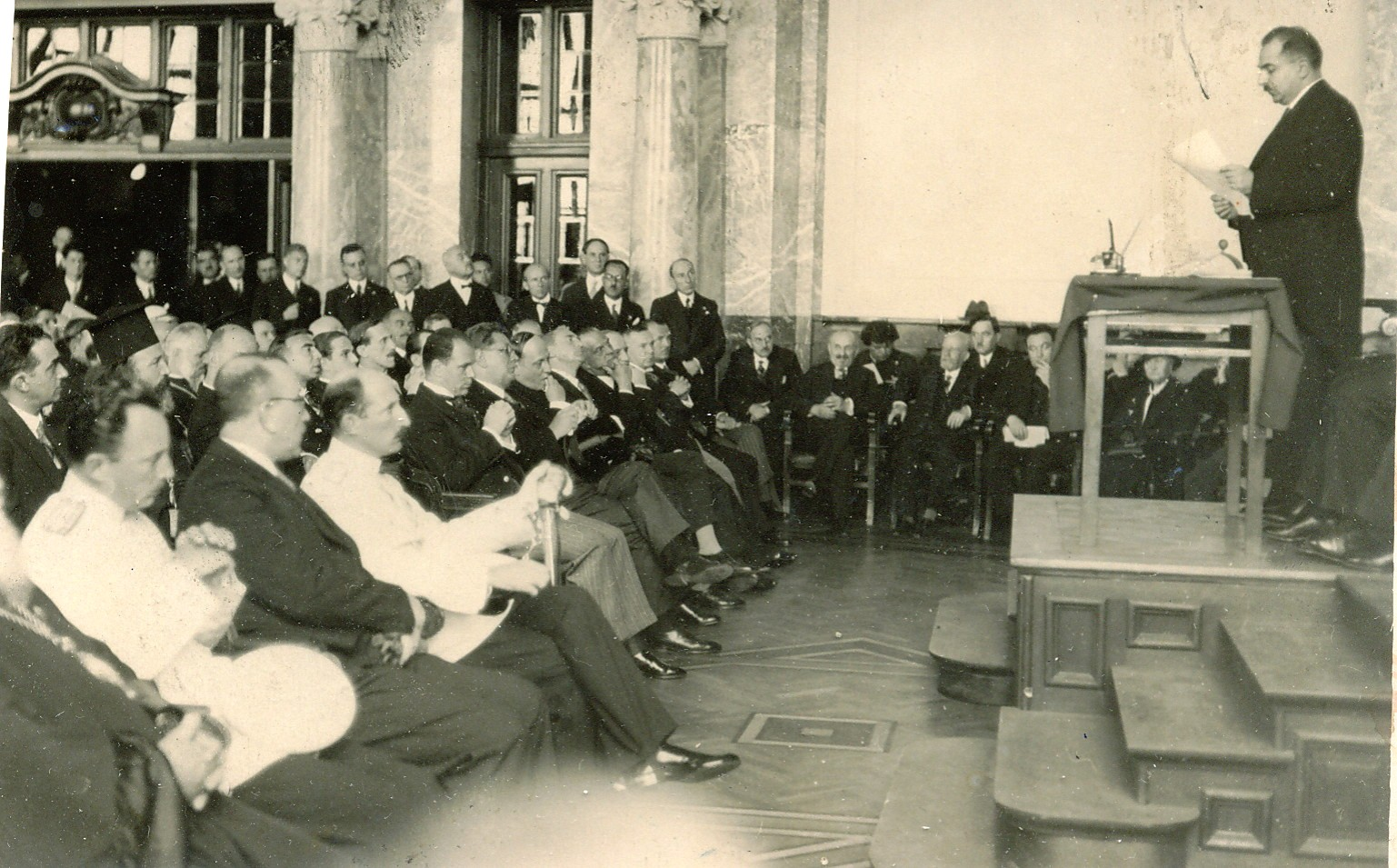
1934年9月9日於索菲亞大學舉行的第四屆拜占庭學國際大會開幕式。

拜占庭學（英語： 或 ）是一門人文學科的跨學科分支，用於研究拜占庭帝國的歷史、文化、服飾、宗教、藝術，比如文學和音樂，科學，經濟以及政治等。該學科在德國的創始人被認為是文字學家赫羅尼姆斯·沃爾夫，他是一名文藝復興人文主義者，也是他最早使用「拜占庭」來稱呼東羅馬帝國。在拜占庭帝國被鄂圖曼帝國滅亡將近一百年後，沃爾夫開始蒐集，編輯並著手翻譯拜占庭哲學家的著作。之後一些16世紀的人文主義者將拜占庭學介紹到荷蘭和義大利。

## 研究组织

### 中華人民共和國
- 南开大学东欧拜占庭研究中心[2]

### 国际
- 国际拜占庭学研究会（法语：Association Internationale des Études Byzantines，AIEB）
- 拜占庭研究中心（塞尔维亚） （页面存档备份，存于） ，属于塞尔维亚科学与人文院
- 拜占庭研究中心（奥地利） （页面存档备份，存于） 德語：，属于奥地利科学院
- Institute for Byzantine and Modern Greek Studies (IBMGS) （页面存档备份，存于），位于马塞诸塞州贝尔蒙特
- Byzantine Studies Association of North America, Inc. (BSANA) （页面存档备份，存于）
- Australian Association for Byzantine Studies (AABS) （页面存档备份，存于），澳大利亚与新西兰
- Society for the Promotion of Byzantine Studies (SPBS)，英国
- 美国拜占庭学学会（英语：Byzantine Institute of America），位于华盛顿特区敦巴顿橡树园
- Leibniz-WissenschaftsCampus Mainz: Byzanz zwischen Orient und Okzident （页面存档备份，存于），德国

## 主要期刊
- Byzantine and Modern Greek Studies （页面存档备份，存于）（《拜占庭与现代希腊研究》）,伯明翰，ISSN 0307-0131.
- ΒΥΖΑΝΤΙΝΑ ΣΥΜΜΕΙΚΤΑ/ΒΥΖΑΝΤΙΝΑ SΥΜΜΕΙΚΤΑ （页面存档备份，存于）（《拜占庭混合》），雅典，ISSN 1105-1639.
- Byzantinische Zeitschrift （页面存档备份，存于）（《拜占庭期刊》），慕尼黑，ISSN 0007-7704.
- Byzantinoslavica （页面存档备份，存于）（《拜占庭-斯拉夫》）,布拉格，ISSN 0007-7712
- Byzantion: revue internationale des études byzantines （页面存档备份，存于）（《拜占庭：国际拜占庭研究评论》），布鲁塞尔
- Dumbarton Oaks Papers （页面存档备份，存于）《敦巴顿橡树园期刊》，华盛顿，ISSN 0070-7546.
- Gouden hoorn （页面存档备份，存于）（《金角湾》），阿姆斯特丹，ISSN 0929-7820
- Jahrbuch der Österreichischen Byzantinistik （页面存档备份，存于）（《奥地利拜占庭研究期刊》），维也纳，ISSN 0378-8660.
- Revue des études byzantines （页面存档备份，存于）（《拜占庭研究回顾》），巴黎，ISSN 0373-5729.
- Rivista di studi bizantini e neoellenici （页面存档备份，存于）（《拜占庭与新希腊研究期刊》），罗马，ISSN 0557-1367.
- The Byzantine Review （页面存档备份，存于）《拜占庭评论》, 明斯特，ISSN 2699-4267
- Византийский Временник （页面存档备份，存于）（《拜占庭时代》），莫斯科，ISSN 0132-3776
- Zbornik radova Vizantološkog instituta （页面存档备份，存于）（《拜占庭研究中心学报》）, 贝尔格莱德，ISSN 0584-9888.

## 擴展閱讀
- Evans, Helen C. & Wixom, William D. . New York: The Metropolitan Museum of Art. 1997  [2016-11-27]. ISBN 9780810965072. （原始内容存档于2016-03-04）.

## 外部連結
- International Association of Byzantine Studies （页面存档备份，存于）
- Byzantine Studies Association of North America （页面存档备份，存于）
- Australian Association for Byzantine Studies
- Society for the Promotion of Byzantine Studies (U.K.) （页面存档备份，存于）
- Dumbarton Oaks Center for Byzantine Studies
- Bibliography on Byzantine Paleography from Fordham University NY （页面存档备份，存于）
- Institute for Byzantine Studies of the Austrian Academy of Sciences
- 22nd International Congress of Byzantine Studies (Sofia, 22-27 August 2011)
- The Institute for Byzantine Studies of The Serbian Academy of Sciences and Arts （页面存档备份，存于）
- http://moravia-magna-mmfh.webnode.cz/pet-zen-ceske-byzantologie-a-balkanistiky/ （页面存档备份，存于）